# Steve West (hockeista su ghiaccio)
Steve West (Peterborough, 20 marzo 1952) è un ex hockeista su ghiaccio canadese.
Nel corso della carriera militò nella World Hockey Association.

## Carriera
West giocò per due stagioni nel campionato giovanile della Ontario Hockey Association con gli Oshawa Generals fino al 1972, anno in cui venne selezionato durante l'NHL Amateur Draft al sesto giro in novantaduesima posizione assoluta dai Minnesota North Stars.
Nella due stagioni successive giocò nelle squadre affiliate ai North Stars in American Hockey League, prima con i Cleveland Barons mentre nella stagione 1973-74 con i New Haven Nighthawks; durante quell'anno West vinse il John B. Sollenberger Trophy ed entrà nel First All-Star Team grazie ai 110 punti segnati al termine della stagione regolare.
Nel 1974 venne chiamato durante l'NHL Expansion Draft dai Washington Capitals tuttavia West preferì disputare la stagione 1974-75 nella concorrente World Hockey Association con  la maglia dei Michigan Stags. Dopo un anno trascorso nella Central Hockey League con i Tucson Mavericks West nella primavera del 1976 tornò a giocare in WHA con gli Houston Aeros.
Nella stagione 1976-77 fu ceduto per quasi l'intera stagione ai Oklahoma City Blazers in CHL e concluse la stagione come miglior marcatore della lega con 96 punti. Nel 1978 gli Aeros si sciolsero e West si trasferì ai Winnipeg Jets, vincendo al termine di quella stagione l'ultima Avco World Trophy prima della chiusura della WHA. West si ritirò due anni più tardi nel 1981 dopo delle breve apparizioni in leghe minori come l'AHL e l'IHL.

## Palmarès

### Club
- Avco World Trophy: 1

Winnipeg: 1978-1979

### Individuale
- John B. Sollenberger Trophy: 1

1973-1974 (110 punti)
- AHL First All-Star Team: 1

1973-1974
- CHL First All-Star Team: 1

1976-1977
- Capocannoniere della CHL: 1

1976-1977 (96 punti)